# Фендиметразин
Фендиметразин — лекарственное средство группы психостимуляторов, относится к химическому классу морфолинов и является регулятором аппетита. Обладает структурным сходством с амфетаминами. Не производит существенного побочного симпатомиметического действия на сердечно-сосудистую систему.

## Фармакология
Фанметразин (и, следовательно, его пролекарство фендиметразин) действуют как агент, высвобождающий норадреналин-дофамин. Структура лекарства включает в себя основу метамфетамина, мощного стимулятора ЦНС.

## Фармакокинетика
Максимальная концентрация фендиметразина в плазме достигается через 1—3 часа после приёма. Период полувыведения 19—24 часа.

## Правовой статус
Внесён в Список III перечня наркотических средств, психотропных веществ и их прекурсоров, подлежащих контролю в Российской Федерации.